# 志水亮介
志水 亮介 （しみず りょうすけ、1980年1月18日 - ） は、日本人松涛館流 空手師範。 JKA全日本選手権を2度優勝した。現在、日本空手道協会師範を務めている。
京都市生まれ。 京都産業大学出身。空手を始めたのは小学校入学時である。

## 競技歴
清水は空手競技でかなりの成功を収めてきた。
- 第54回JKA全日本空手道選手権（2011）– 3位組手
- 第53回JKA全日本空手道選手権（2010）– 2位組手
- 第52回JKA全日本空手道選手権（2009）– 3位組手
- 第51回JKA全日本空手道選手権（2008）– 1位組手
- 49回JKA全日本空手道選手権（2006）–組手1位
- 第48回JKA全日本空手道選手権（2005）– 2位組手
- 第44回JKA全日本空手道選手権（2001）– 3位組手